# Dersekow
Dersekow (pol. hist. Dersków) – gmina w Niemczech, w kraju związkowym Meklemburgia-Pomorze Przednie, w powiecie Vorpommern-Greifswald, wchodzi w skład Związku Gmin Landhagen.
Na terenie gminy znajduje się wiekowa robinia akacjowa, o obwodzie pnia 465 cm (w 2007), wiek szacuje się na ponad 200 lat.